# Hubert Bourdy
Hubert Bourdy (* 5. März 1957 in Troyes; † 24. Juni 2014) war ein französischer Springreiter.

## Leben und Erfolge
Hubert Bourdy begann im Alter von elf Jahren mit dem Reiten, im Alter von 23 Jahren machte er die Reiterei zu seinem Beruf.
Seine größten Erfolge waren der Gewinn der Goldmedaille in der Mannschaftswertung und der Bronzemedaille in der Einzelwertung bei der Weltmeisterschaft 1990 in Stockholm. Mit der Mannschaft wurde Bourdy bei den Olympischen Spielen 1988 Dritter, diesen Erfolg wiederholte er bei den Olympischen Spielen 1992. Zudem vertrat er Frankreich bei den Europameisterschaften 1993 und 2001.
Im Jahr 2007 siegte er im Großen Preis von Sao Paulo, eine Wertungsprüfung der Global Champions Tour. Zudem wurde er Zweiter im Großen Preis des Nationenpreisturniers von Calgary, das mit einem Preisgeld von 1.000.000 Kanadischen Dollar in diesem Jahr die höchstdotierte Springprüfung der Welt war.
Seine letzten internationalen Springprüfungen ritt er im Februar 2009, anschließend beendete er seine reiterliche Karriere. Er wandte sich nun vermehrt dem Pferdehandel zu. Am 24. Juni 2014 verstarb er an Krebs.

## Pferde
An den Olympischen Spielen 1988 und an den Weltmeisterschaften 1990 nahm er mit Morgat teil, bei den Olympischen Spielen 1992 und bei den Europameisterschaften 1993 startete er mit Razzia du Poncel. 2001 startete er bei den Europameisterschaften in Arnheim mit Helios.
Im Jahr 2007 feierte er seine Erfolge in Großen Preisen mit Toulon, einem 1996 geborenen belgischen Warmblut-Hengst (Vater: Heartbreaker, Mutter von: Jokinal de Bornilac). Ab 2008 wurde Toulon von der Springreiterin und Präsidentin des italienischen Versicherungsunternehmens Fondiaria-Sai, Jonella Ligresti, geritten.
Weitere Pferde, so zum Beispiel Centino du Ry (Württemberger Schimmelhengst, Vater: Cento, Muttervater: Caretino), wurden seit dem Karriereende Hubert Bourdys von seinem Schüler Igor Kawiak im internationalen Sport vorgestellt.
Ebenfalls aus dem Stall von Hubert Bourdy kamen die international erfolgreichen Springpferde Cyrenaika FRH (unter Toni Haßmann und Philippe Leoni), Lacroix (unter Robert Whitaker), Fleche Rouge (unter Leopold van Asten) und Kassini’Jac (unter Ludo Philippaerts).